# 반쪽 달이 떠오르는 하늘
《반쪽 달이 떠오르는 하늘》(半分の月がのぼる空)은 하시모토 츠무구의 장편 소설로 연애소설 중에서도 드물게도 병원을 배경으로 하고 있다. 원작 소설의 인기에 힘입어 원작을 바탕으로 애니메이션, 만화, 드라마 CD, 텔레비전 드라마로 제작되었다. 또한 2009년 다큐멘터리 영화화가 진행되었고 다음 해인 2010년 4월 3일에 개봉되었다. 2010년 4월 3일에 원작 소설을 수정한 완전판 <상>권이 발매되었고 같은 해 5월 25일에 완전판 <하>권이 발매되었다.
대한민국에서는 학산문화사의 익스트림 노벨을 통해 발매되었다.

## 개요
반쪽 달이 떠오르는 하늘은 작가의 출신지인 이세시를 무대로 하고 있는 연예소설이다. 원래는 전격 hp 22호의 단편집으로 나온 소설인데 50페이지 분량으로 되어있던 소설을 3배 이상 길게 끌어버렸고, 거기다 독자 앙케이트에서 1위를 했기 때문에 문고판으로 나오게 되었다. 때문에 1권은 다른 시리즈에 비해 내용이 상당히 적다. 특이한 점은 2권부터 서술자와 시점이 자주 바뀐다는 것이다. 1인칭 주인공시점과 1인칭 관찰자시점이 주로 나오다가 6권에는 전지적 작가시점 또한 잠시 등장한다. 주로 병원을 배경으로 하고 있어 다소 분위기는 무겁지만 전체적으로는 희망적이다. 병원을 배경으로 하고 있는 만큼, 의학에 관한 지식이 있다면 조금더 몰입하여 읽을 수 있다. 그리고 소설 내에서는 다른 많은 문학 소설들이 등장하므로 잘 살펴볼것을 권한다.
이 작품에 등장하거나 언급되는 문학 소설은 다음과 같다.
- 1권 : 《밀감(蜜柑)》, 《피터 래빗(Peter Rabbit)》
- 2권 : 《은하철도의 밤(銀河鉄道の夜)》
- 3권 : 《티보가의 사람들(Les Thibault)》
- 4권 : 《산월기(山月記)》
- 5권 : 《인간실격(人間失格)》
- 7권 : 《다카세부네(高瀬舟)》
- 8권 : 《작은 아씨들(Little Women)》

후기에서 저자가 말하듯이 공상·SF등의 작품이 많은 전격 문고 레이블 중에서, 이런 온화한 일상을 그리는 작품은 드물고(특히 1권이 간행된 2003년 전후는 그 풍조가 강했다), 그 "일상"안에서 사람의 "죽음"과 "생명"을 취급한 작품이기에, 라이트 노벨 중에서는 상당한 이색작으로 분류되고 있다. 그 때문에 이 작품의 간행에 대한 주위의 반대는 강했지만, 하시모토 츠무구는 그것을 밀쳐 간행했다고 후에 밝히고 있다.
또한 저자가 애묘가인데, 이 작품을 시작해서 이후의 많은 소설에 어떠한 형태로 고양이가 등장한다.
"불치의 병으로 가까운 시일에 죽는 여성과의 연애 이야기"라고 하는 점으로 《사랑과 죽음을 응시하며(愛と死を見つめて)》 또는 《세상의 중심에서 사랑을 외치다(世界の中心で、愛をさけぶ)》 등과 비교되기도 하지만, 이 작품에서는 죽음 그 자체는 그려지지 않고, 오히려 "불특정의 가까운 미래"에 맞이할 죽음을 생각하며 적극적으로 사는 모습을 그려내고 있다.

## 줄거리
갑작스런 A형 간염으로 입원한 고교2학년인 에자키 유이치는 병원에서의 생활에 따분함을 느끼고, 밤마다 병실을 빠져나가 친구인 세코구치 츠카사의 집에 놀러다녀오다가 항상 간호사인 타니자키 아키코에게 걸려 매번 꾸중듣는 나날을 보내고 있었다. 어느 날, 언제나처럼 유이치는 병실을 빠져나간 것을 들키고 아키코는 눈감아 주는 대신, 아키바 리카의 말상대가 되어주라는 제안을 받게 된다.
오랜 투병 생활로 성격이 제멋대로인 리카는 이러저러한 일로 휘둘리고, 부려먹히면서도 말상대가 되어주는 유이치에게 점차 마음을 열어간다. 그러던 어느날, 리카로부터 자신이 아버지로부터 유전받은 심장병을 앓고 있다는 고백을 듣게 된다. 유이치는 그런 리카에게 희망을 주어 수술에 대한 용기를 심어준다.

## 등장인물
에자키 유이치(戎崎 裕一)
이 작품의 주인공으로 나이는 17세의 고교2학년, A형 간염으로 와카바병원에 입원하였다. 입원 생활의 지루함을 견디다 못해, 밤중마다 간호사들 몰래 병원을 빠져나오곤 한다.
말썽꾸러기 성격에다 바보같은 면도 많지만 리카가 얼마 살지 못한다는 현실을 직시하며 미래에 대한 의지를 굳건히 다진다. 공부는 그다지 좋지 못한 편.
가정을 돌보지 않았던, 몇 년 전에 작고한 아버지에 대해 혐오감을 갖고 있으며, 고향인 이세시를 떠나고 싶다는 막연한 꿈이 있다. 우유부단하고 소심하며 자신감도 약하지만, 리카와 만난 이후부터 점차 변화하게 된다.
아버지가 생전에 사용하던 니콘 F2 카메라를 즐겨 사용하고 있다.
어릴 적의 사건으로 인해 야마니시 타모츠와 미즈타니 미유키에게 삼만이라는 별명으로 불리고 있으며 아키코와 나츠메에게 꼴통으로 불리고 있다.
아키바 리카(秋庭 里香)
이 작품의 여주인공으로 유이치와 동갑이며 와카바 병원의 동쪽병동에 입원하고 있다. 이세의 와카바 병원에 오기 전에는, 시즈오카의 병원에 초등학생 때부터 입원하고 있었다. 어릴 적 세상을 떠난 아버지와 같은 선천성 심장판막증을 앓고 있으며, 연약한 심장 조직으로 인해 수술을 하기가 어렵다고 한다.
얌전한 분위기를 풍기는 아름다운 외모와는 달리, 병원에만 있어서 그런지 성격은 자기 멋대로인데다 고집이 세서 자신보다 어른인 의사와 간호사들을 좌절하게 만든 경력이 있다. 밀감과 독서를 좋아한다.
편입시험으로 유이치가 다니는 고등학교에 들어오게 된다. 성적은 항상 전교 3등안에 드는 최상위권.
타니자키 아키코(谷崎 亜希子)
유이치가 입원한 와카바병원의 간호사로 나이는 25세. 말보다 주먹이 먼저 나가는 성격의 소유자로, 고교시절에는 폭주족이었다고 한다. 또한 14세부터 담배를 피운 골초이기도 하다.
자주 병원을 빠져나가는 유이치를 감시 및 감금하다가, 유이치에게 감금을 풀어주는 조건으로 리카와 말동무가 되어달라고 부탁하게 된다. 즉, 유이치와 리카를 연결해준 장본인인 셈이다. 사실 유이치와 리카를 연결시켜 주려 했다기 보다는 단순히 떠넘긴 것에 불과하다. 하지만 둘의 관계를 보고 열심히 응원해 준다.
애차는 S15 실비아이며, 가끔씩 기분을 풀고 싶을 때면 해안도로를 주행하곤 한다.
나츠메 고로(夏目 吾郎)
리카의 주치의로 의사로서의 실력은 훌륭하고 미남이지만, 그다지 성실하게 보이려고 노력하진 않는다. 유이치에게는 건방진 태도로 일관하고 있으며, 그 때문에 유이치에게 미움을 받고 있다.
부정적인 성격이며 화를 잘 내는 편이다. 즐거워하는 모습은 좀처럼 보이지 않는 듯. 유이치에게 폭력을 휘두르기는 하나 가끔 좋은 일도 해 준다.
자신의 과거와 유이치의 현재 상황에 유사점이 있다고 생각하면서 유이치를 젊은 시절의 자신과 맞춰보며 유이치와 리카의 미래를 걱정하고 괴로워한다. 원래는 K대학에서 심장 외과의로 성실히 엘리트 코스를 걷고 있었으나, 부인인 나츠메 사요코의 요양을 위해서 대학 병원을 떠나 시즈오카의 병원으로 옮겼다. 이후 사요코의 병세가 진정되는 듯했으나 결국에는 사망하고 만다.
처음에는 타니자키 아키코와 반대로, 유이치와 리카와의 관계가 자신과 사요코의 관계처럼 지킬 수 없는 것이라고 여겨 둘 사이를 방해했지만 후반으로 갈 수록 인정하는 분위기다.
나츠메 사요코(夏目 小夜子)
고로의 죽은 아내로, 고로가 리카의 주치의가 되는 계기를 제공한 사람이다. 결혼하기 전의 성은 히구치(樋口)이다. 그와는 고교시절에 사귀기 시작하여 대학을 졸업함과 동시에 결혼하였고, 결혼 생활 도중에 발견한 특발성 확장형 심근경색으로 사망하였다.
물렁물렁하면서도 상냥한 성격으로 조금 의지가 약한 편이지만 핵심과 정곡을 찌르는 말을 아무렇지도 않게 꺼내어 쉽게 당해낼 수 없는 성격이기도 하다. 시즈오카의 병원에서 당시 초등학생이던 리카와 만나게 되어, 리카와 고로 사이의 관계가 원만해지는 계기를 제공했다. 고양이와 도자기를 좋아한다.
타다 요시조(多田 吉蔵)
유이치의 이웃 병실에 장기 입원을 하고 있는 할아버지로, 아키코를 항상 성추행을 하는 것이 유일한 낙이라고 한다.
타다 컬렉션이라 불리는 어마어마한 양의 에로책을, 후에 유이치에게 넘긴다는 유언을 남기고 눈을 감았다.
세코구치 츠카사(世古口 司)
유이치의 친구이며, 근육질의 거대한 체격과는 어울리지 않게 상냥하고 세심하다. 특히 요리를 좋아하고 실력도 상당하여, 그 덕분에 여학생으로부터의 인기가 높다. 언젠가 요리사가 되어 자신만의 음식점을 차리는 것이 꿈이다.
다른 사람들에게는 숨기고 있지만 프로레슬링 마니아이며, 특히 루차 리브레를 좋아하는 것 같다. 자신의 정체를 들키지 않기 위해서 가끔 프로레슬링 마스크를 쓰고 변장하지만, 정작 주변 사람들은 쉽게 알아차린다.
야마니시 타모츠(山西 保)
유이치의 소꿉친구, 말과 행동이 가볍다. 매번 무언가 사고를 일으키며, 주위의 눈에 띄는 소란스런 언행 등으로 유이치에게 바보 취급 당한다. 한편으로는 심각하게 고민하는 일도 많은, 소심한 성격의 인물이기도 하다.
미즈타니 미유키(水谷 みゆき)
유이치의 소꿉친구이며, 어릴 적만 하더라도 유이치와 매우 절친한 사이이었지만, 고등학교에 들어가고 나서는 점차 관계가 껄끄러워졌다. 하지만, 학교에 가고 싶다는 리카의 부탁을 들어주기 위해 유이치가 미유키의 집에 방문한 사건을 계기로 친구 관계가 회복되었다. 이후 리카와 만나게 되어 절친한 친구가 된다.
요사노 미사코(与謝野 美沙子)
아키코의 중학교 동창. 도쿄에서 이세로 돌아온 이후, 당시 리카의 갑작스런 상태 악화 때문에 방황하던 유이치를 유혹했지만 실패로 끝났다.
카네코 마나미(金子 まなみ)
와카바 병원의 신입 간호사. 핑크 머시멜로와 미피를 매우 좋아한다.
치카마츠 카쿠쇼(近松 覚正)
유이치가 다니는 고등학교의 학생지도 담당 선생님이다. 학생지도에 사명감을 갖고 있으며 학생들이 무서워하는 인물이다. 그로 인해 학생들에 의해 도깨비 부처라는 별명이 붙여졌다. 그리고 엔죠지 절의 17대 주지로 예정된, 42세의 후계자이기도 하다.
한편, 츠카사에게 자신이 고문을 맡고 있는 유도부에 입부하기를 자주 권유하였지만, 매번 사실상 거절당했다.
요시자키 타카코(吉崎 多香子)
6권에서 등장하는 고등학교 1학년 여학생으로, 리카와 같은 반 소속이다. 처음에는 반에서 가장 영향력 있는 학생 중 하나이었지만, 2살 많은 나이로 1학년에 복학한 리카의 존재감에 껄끄러움을 느껴 시비를 걸다가, 도리어 리카의 계략에 말려들어 다른 아이들로부터 고립되어 버렸다.

## 소설
- 지음 : 하시모토 츠무구
- 그림 : 야마모토 케이지
- 옮김 : 주진언
- 출간 : 미디어웍스, 학산문화사
  - 한국어판(학산문화사)

1. “looking up at the half-moon”- 2005년 7월 25일 (ISBN 9788952969927)
2. “waiting for the half-moon” - 2005년 9월 15일 (ISBN 9788952969941)
3. “wishing upon the half-moon” - 2005년 11월 7일 ISBN 9788952969958)
4. “grabbing at the half-moon” - 2006년 4월 7일 (ISBN 9788952982346)
5. “long long walking under the half-moon” - 2006년 6월 7일 (ISBN 9788952982353)
6. “life goes on” - 2006년 8월 7일 (ISBN 9788952982360)
7. “another side of the moon-first quarter” - 2006년 12월 7일 (ISBN 9788952991669)
8. “another side of the moon-last quarter” - 2007년 3월 20일 (ISBN 9788952991676)

- 박스판 (대한민국에서만 출판)
  - 8권 증정판 - 2007년 3월 15일 ISBN 9788952996138
  - 전권세트 - 2007년 3월 15일 ISBN 9788952969934

## 기타 서적

### 화집
山本ケイジ画集 半月 -HANGETSU-
- 발매 : 2006년 12월
- ISBN 4840236968

超肉画集　新月 -SHINGETSU-　The Art of CHOUNIKU
- 발매 : 2008년 3월 26일
- ISBN 9784840242363

### 비주얼 노벨
반쪽 달이 떠오르는 하늘 one day
- 지음 : 하시모토 츠무구
- 그림 : 야마모토 케이지
- 옮김 : 김동훈
- 출간 : 미디어웍스, 학산문화사
  - 일본어판(미디어웍스) - 2006년 1월 27일 ISBN 4840232237
  - 한국어판(학산문화사) - 2007년 8월 7일 ISBN 9788952999825

## 만화
월간 전격 코믹 가오!에서 연재되었다. 하지만, 작가의 건강 악화로 인해 2007년 3월호부터 휴재되었다. 그리고 2008년 4월호를 끝으로 월간 전격 코믹 가오!가 휴간됨에 따라 연재 중지에 대한 사과문이 같은 잡지 같은 호에 공지되었으며, 이에 연재 중지가 확정되었다.
- 원작 : 하시모토 츠무구
- 그림 :
- 캐릭터 디자인 : 야마모토 케이지
- 옮김 : 서현아
- 출간 : 미디어웍스, 학산문화사
  - 일본어판(미디어웍스)

1. 2006년 2월 27일 ISBN 4840233713
2. 2006년 12월 16일 ISBN 4840237042

- - 한국어판(학산문화사)

1. 2006년 6월 23일 ISBN 8952993322
2. 2007년 7월 15일 ISBN 9788952994714

## 드라마 CD

### 전격문고판
半分の月がのぼる空 waiting for the half-moon

### WAYUTA판
ドラマCD 半分の月がのぼる空

## 애니메이션
2006년 1월 12일부터 2월 23일까지, WOWOW에서 논스크램블로 방송되었다.
그리고 2007년 1월 5일부터 2월 9일까지, TOKYO MX에서 재방송되었다.
이외에 2007년 10월 8일부터 10월 29일까지, TV 가나가와에서 걸작선으로 1~4화가 재방송되었다.

### 제작진
- 원작 : 하시모토 츠무구
- 원작 일러스트 : 야마모토 케이지
- 감독 : 유키히로 마츠시타
- 시리즈 구성・각본 : 타카야마 카츠히코
- 캐릭터 디자인・총작화 감독 : 오하라 미츠루
- 색채 설정 : 하세가와 카즈미
- 미술 감독 : 나카무라 타카시
- 촬영 감독 : 사토 요이치로
- 편집 : 오카 유지
- 음악 : 미츠무네 신키치
- 음향 감독 : 에노모토 타카히로
- 프로듀서 : 이시구로 타츠야
- 음향 제작 : Dream Force
- 애니메이션 제작 : Group Tac Co.,Ltd.
- 제작 : 포니캐년

### 성우 배정
- 에자키 유이치 : 스즈무라 켄이치
- 아키바 리카 : 타카하시 미카코
- 타니자키 아키코 : 코다이라 유우키
- 타다 요시조 : 야다 코지
- 세코구치 츠카사 : 코부시 노부유키
- 야마니시 타모츠 : 사사누마 아키라
- 나츠메 고로 : 히라타 히로아키
- 미즈타니 미유키 : 마츠오카 유키
- 요사노 미사코 : 코바야시 사나에
- 카나코 마나미 : 이와무라 코토미
- 나츠메 사요코 : 마츠키 미유
- 세코구치 테츠 : 타카츠카 마사야
- 유이치의 아버지 : 나가노 요시카즈
- 리카의 어머니 : 호리코시 마미

### 주제곡
- 여는 곡 : 〈푸른 행복(青い幸福 아오이 고후쿠[*]))〉
  - 작사･작곡 : 相澤大(macado) ／편곡 : 凸(macado) / 노래 : nobuko
- 닫는 곡 : 〈기억의 조각(記憶のカケラ 기오쿠노 가케라[*])〉
  - 작사･작곡 : 相澤大(macado) ／편곡 : 凸(macado) / 노래 : nobuko

### 부제목
1. 亜希子さんと少女と芥川龍之介 - 아키코 씨와 소녀와 아쿠타가와 류노스케
2. 多田コレクションの相続 - 타다 컬렉션의 상속
3. 戎崎コレクションの終焉～そして - 에자키 컬렉션의 종말 그리고
4. 一日だけのスクールライフ - 단 하루의 스쿨 라이프
5. とめられた一分 - 멈춰진 1분
6. 僕たちの両手は - 우리들의 양손은

## 라디오
아키바 리카역의 성우 타카하시 미카코가 진행자인 인터넷 라디오〈타카하시 미카코의 moonlight café(高橋美佳子のmoonlight café)〉가 애니메이션 공식 사이트 에서 2006년 3월 3일부터 4월 7일까지 매주 금요일 정오에 총 6회 방송되었다.

## TV 드라마
2006년 10월 2일부터 12월 25일까지, TV 도쿄에서 매주 월요일 새벽 2시~2시 30분 사이에 방송하였다. 촬영지는 미에현의 이세시가 아닌 도치기현의 사노시이다.

### 제작진
- 원작 : 하시모토 츠무구
- 감독 : 쿠라이베 마사토, 히비노 아키라, 엔도 미츠타카
- 프로듀서 : 시모다 카즈토시, 니시마에 토시노리
- 각본 : 코다마 요리코
- 제작 : 주식회사 SF플래닝
- 제공 : 주식회사 For-side.com
- 광고대리점 : 주식회사 소츠 에이전시
- 제작회사 : THE WORKS, 애트무비・재팬 주식회사

### 배역
- 에자키 유이치 : 하시모토 아츠시
- 아키바 리카 : 이시다 미쿠
- 타니자키 아키코 : 요시노 키미카
- 나츠메 고로 : 오카다 코우키
- 세코구치 츠카사 : 나카야마 타쿠야
- 야마니시 타모츠 : 나카가와 신고
- 미즈타니 미유키 : 카시와기 타카요
- 마나미(真奈美) : 오자와 에리나
- 타다 요시조 : 쿠보 아키라
- 리카의 어머니(里津子) : 나가노 사토미

### 주제곡
- 여는 곡 : 〈endless loop(エンドレス・ループ 엔도레스・루우푸[*]))〉
  - 작사･작곡 : 키타니 마사시(木谷 雅) ／ 편곡 : sacra / 노래 : sacra
- 닫는 곡 : 〈Sunshine Of Your Love〉
  - 작사 : 미즈시마 카나(水島 吳龍) ／작곡･편곡 : 카타야마 요시미(片山 義美) / 노래 : I-lulu

### 부제목
1. 亜希子さんと少女と芥川龍之介 - 아키코 씨와 소녀와 아쿠타가와 류노스케
2. 僕たちの終わりある世界 - 우리들의 끝있는 세계
3. 砲台山へ至る道 - 호다이산에 오르는 길
4. 戎崎コレクションの終焉　そのいち - 에자키 컬렉션의 종말 그 첫 번째
5. 戎崎コレクションの終焉　そのに - 에자키 컬렉션의 종말 그 두 번째
6. 零れたものと拾ったもの - 떨어진 것과 주운 것
7. 一日だけのスクールライフ - 단 하루의 스쿨 라이프
8. とめられた一分　前編 - 멈춰진 1분 전편
9. とめられた一分　後編 - 멈춰진 1분 후편
10. 灰色のノート - 잿빛의 노트
11. 最悪の結末 - 최악의 결말
12. 僕たちの両手は - 우리들의 양손은
13. 半分の月の下 - 반쪽 달 아래

## 영화
2009년 4월 17일에 전격문고 홈페이지에서 다큐멘터리 영화화가 결정되었음을 발표했다. 영화 촬영은 2009년 5월 4일부터 6월 1일까지 미에현의 이세시에서 진행되었다. 주요 촬영 장소는 오노에정의 토라오산(尾上町の虎尾山), 야마다적십자병원(山田赤十字病院), 황학관대학(皇學館大学), 미에현립 우지야마다고등학교(三重県立宇治山田高等学校), 미나미이세정의 구 남도중학교 체육관(南伊勢町の旧南島中学校体育館)이다. 영화는 2010년 4월 3일에 정식 개봉되었다. 2010 유바리국제판타스틱영화제에 정식 출품이 결정되었다.

### 제작진
- 원작 : 하시모토 츠무구
- 감독 : 후카가와 요시히로
- 각본 : 니시다 마사후미
- 제작 : 영화 《반쪽 달이 떠오르는 하늘》제작위원회(포니캐년, IMJ 엔터테인먼트, 아스키 미디어 웍스)
- 배급사 : IMJ 엔터테인먼트

### 배역
- 유이치 : 이케마츠 소스케
- 리카 : 쿠츠나 시오리
- 나츠메 : 오오이즈미 요
- 아키코 : 하마다 마리
- 타모츠 (유이치의 친구) : 카토 코키
- 츠카사 (유이치의 친구) : 카와무라 료스케
- 미유키 (유이치의 친구) : 미도리 유리에
- 리카의 어머니 : 나카무라 쿠미
- 모리타 나오유키
- 호타루 유키지로
- 아시다 마나
- 니시오카 토쿠마(특별출연)

### 주제가
- 〈15の言葉〉
  - 작사･작곡 : 아베 마오(阿部 真央) ／편곡 : 코모리 유이치(小森 雄壱) ／노래 : 아베 마오(阿部 真央)

### 주된 촬영지
촬영 기간은 2009년 5월 4일 ~ 6월 1일이다.
- 미에현
  - 이세시 - 야마다적십자병원(山田赤十字病院), 황학관대학(皇學館大学), 우지야마다고등학교(三重県立宇治山田高等学校), 신미치상점가(しんみち商店街) 등
  - 마쓰사카시 - 마츠사카 시민병원(松阪市民病院) 등
  - 도바시 - 도바 수족관(鳥羽水族館) 등
  - 와타라이군의 미나미이세정 - 구 남도중학교(南伊勢町の旧南島中学校)
  - 와타라이군의 다마키정
  - 시마시
  - 다키군의 메이와 정

이세 시를 중심으로, 총 7개 시와 정에서 촬영을 실시하였다.

## 완전판 반쪽 달이 떠오르는 하늘
2010년 기준으로는 원작 소설의 작가인 하시모토 츠무구가 영화 개봉에 맞추어 원고의 세세한 부분을 수정하고, 대사를 이세 사투리로 수정하는 등의 리메이크판 개정 작업이 진행 중이다. 2010년 4월 3일에 아스키 미디어 웍스로부터 하드커버판으로 완전판〈반쪽 달이 떠오르는 하늘〉 <상>권이 발매되었다. <하>권은 같은 해 5월 25일에 발매되었다.
그림은 표지와 목차 부분에 이 작품의 주인공인 에자키 유이치와 아키바 리카를 표현한 선화만 있으며, 원작 소설에 있는 표지 그림과 삽화들은 모두 사라졌다. 또한 원작 소설 1권부터 5권까지 해당되는 내용이 완전판으로 다시 만들어졌으며, 리카의 학교 생활을 다룬 6권과 단편집 7·8권의 내용은 완전판에 포함되지 않았다.
- 半分の月がのぼる空〈上〉 - 2010년 4월 3일 발매(ISBN 9784048685191)

원작 소설 1·2·3권에 해당되는 내용을 수록했다.
- 半分の月がのぼる空〈下〉 - 2010년 5월 25일 발매(ISBN 9784048685207)

원작 소설 4·5권에 해당되는 내용을 수록했다.

## 같이 보기
- 익스트림 노벨